# منطقة بورشتشيف
منطقة بورشيف (بالأوكرانية: Борщівський район)‏ هي منطقة (رايون) في مقاطعة ترنوبل غرب أوكرانيا، المركز الإداري فيها كان بورشتشيف، والتي ألغيت في 18 يوليو 2020 كجزء من الإصلاح الإداري لأوكرانيا، ثم دمجت المنطقة في منطقة شورتكيف. يُقدر عدد سكانها حوالي 64,966 حسب تقديرات عام 2020.